# Головина, Светлана Юрьевна
Светлана Юрьевна Головина (род. 26 июля 1959, Свердловск) — российский учёный-правовед, специалист в сфере трудового права, доктор юридических наук, профессор, заведующая кафедрой трудового права Уральского государственного юридического университета. Индекс Хирша — 20.

## Работы
Профессор С. Ю. Головина является автором более 100 научных публикаций, в том числе:
- Понятийный аппарат трудового права. — Екатеринбург, 1997.
- Трудовое право России: учебник для вузов. — М., 2001, 2003 (в соавторстве).
- Трудовое право: учебник для студентов вузов, обучающихся по юридическим направлениям и специальностям / Отв. ред. С.Ю. Головина, Ю. А. Кучина. — М.: Юрайт, 2012. — 379 с.
- Правовое регулирование труда отдельных категорий работников. — М., 2003.
- Памятники российского права: учебно-научное пособие в 35 т. / Под ред. Р.Л. Хачатурова. — М.: Юрлитинформ, 2013—2017. — Том 26: Кодексы законов о труде РСФСР.
- Теоретические проблемы правового регулирования труда: международно-правовой и национальный аспекты : сборник научных трудов / Отв. ред. С.Ю. Головина. — Екатеринбург: УрГЮА, 2009. — 185 с.